# Youthanasia
Youthanasia je šesti studijski album američkog thrash metal sastava Megadeth, treći s najpoznatijom i najstabilnijom postavom - Dave Mustaine (gitara, vokal), Marty Friedman (prva gitara), David Ellefson (bas-gitara), Nick Menza (bubnjevi).

## O albumu
Izdan je nakon mučeničke turneje tijekom koje je Dave Mustaine zbog predoziranja doživio kliničku smrt. Stilski album je dosta drugačiji od svojih prethodnika, thrash remek-djela Rust in Peace te Countdown to Extinction. Ističu se sporiji ritmovi, teži, mračniji i duboki riffovi, a album krase i inteligentni Mustaineovi tekstovi, zarazne melodije, pamtljivi refreni te Friedmanove eksplozivne gitarske solaže. Mustaineovo pjevanje u potpunosti je sazrelo te se na ovom izdanju pokazuje i kao sjajan pjevač, što se može primijetiti u skladbama "Adiccted to Chaos", "Blood of Heroes", "Family Tree" te u najznačajnijoj skladbi s albuma "À Tout le Monde". Ostale značajnije pjesme su "Reckoning Day" te "Train of Consequences". Zanimljiv je i podatak da je zbog naslovnice, koja prikazuje stariju ženu koja vješa bebe na konopcac za sušenje robe, album bio zabranjem u pojedinim zemljama.
Album je 2004. godine reizdan s izmijenjenim zvukom te bonus pjesmama.

## Popis pjesama
Tekstovi i glazba: Dave Mustaine, osim gdje je označeno drugačije. 
| 1.    | »Reckoning Day«           | Mustaine, David Ellefson | Mustaine, Marty Friedman            | 4:34 |
| 2.    | »Train of Consequences«   |                          |                                     | 3:26 |
| 3.    | »Addicted to Chaos«       |                          |                                     | 5:26 |
| 4.    | »A Tout le Monde«         |                          |                                     | 4:28 |
| 5.    | »Elysian Fields«          | Mustaine, Ellefson       |                                     | 4:03 |
| 6.    | »The Killing Road«        |                          |                                     | 3:57 |
| 7.    | »Blood of Heroes«         |                          |                                     | 3:57 |
| 8.    | »Family Tree«             |                          | Mustaine, Ellefson, Nick Menza      | 4:07 |
| 9.    | »Youthanasia«             |                          |                                     | 4:09 |
| 10.   | »I Thought I Knew It All« | Mustaine, Ellefson       | Mustaine, Friedman, Ellefson, Menza | 3:44 |
| 11.   | »Black Curtains«          |                          | Mustaine, Friedman                  | 3:39 |
| 12.   | »Victory«                 |                          |                                     | 4:27 |
| 49:57 |                           |                          |                                     |      |

Bonus pjesme na reizdanju
1. "Millennium of the Blind" - 2:15
2. "New World Order" (demo) - 3:45
3. "Absolution" (instrumental) - 3:27
4. "À Tout le Monde" (demo) - 6:20

## Osoblje
| Megadeth - Dave Mustaine — vokali, gitara - Marty Friedman — gitara - David Ellefson — bas-gitara - Nick Menza — bubnjevi Dodatni glazbenici - Jimmie Wood — harmonika | Ostalo osoblje - Max Norman — produciranje, miksanje, inženjer zvuka, aranžman - Bruce Jacoby — asistent inženjera zvuka, tehničar za bubnjeve - Michael Kaye — tehničar za gitaru - Tony Frederick — elementi fotografije - Mick McGinty — ilustracija logotipa - Bob Ludwig — mastering - Dave Mustaine — produciranje, miksanje - Mike Tacci — asistent inženjera zvuka - Hugh Syme — dizajn - Tommy Steele — direktor dizajna - Richard Avedon — fotografija |